# Erebia mesorubria
Erebia mesorubria är en fjärilsart som beskrevs av Popescu-gorj 1955. Erebia mesorubria ingår i släktet Erebia och familjen praktfjärilar. Inga underarter finns listade i Catalogue of Life.